# Duben 2011
1. dubna – pátek
- Po třech týdnech od ničivého zemětřesení (11. 3.) v Japonsku bylo napočítáno 11 578 mrtvých, 16 451 osob je stále pohřešováno. Doposud se nepodařilo ani zvládnout havárii v JE Fukušima I.[1]

2. dubna
- Podle informací BBC vybuchla v obci Omagh v Severním Irsku bomba nastražená pod autem a zabila policistu. K teroristickému útoku se nikdo nepřihlásil.[2]

3. dubna
- V prezidentských volbách v Kazachstánu zvítězil Nursultan Nazarbajev, který zastává funkci od února 1990. Oficiálně získal 7,8 miliónů hlasů (95,55 %).[3][4]

5. dubna – úterý
- Vítězem prezidentských voleb na Haiti se stal populární zpěvák Michel Martelly.[5]

6. dubna – středa
- Portugalsko se rozhodlo kvůli svým dluhům požádat Evropskou unii o finanční pomoc.[6]

7. dubna – čtvrtek
- Japonsko zasáhlo zemětřesení o síle až 7,4 stupně Richterovy škály. Otřesy si vyžádaly dva mrtvé a přes 130 zraněných. Úřady také vyhlásily varování před tsunami, to však bylo následně odvoláno.[7]
- Ve věku 80 let zemřela česká herečka Blažena Holišová.[8][9][10][11]

8. dubna – pátek
- Premiér Nečas oznámil, že v pondělí předá prezidentu republiky demisi ministra Víta Bárty a navrhne odvolání ministrů Radka Johna a Josefa Dobeše z Věcí veřejných.[12]
- Novou prezidentkou Kosova se jako společná kandidátka vlády i opozice stala Atifete Jahjagová, bývalá policejní velitelka. Nahradila tak ve funkci Behgjeta Pacolliho, jehož volba prezidentem v únoru tohoto roku byla ústavním soudem prohlášena za neústavní.[13]
- Německo zasáhla písečná bouře, která způsobila hromadnou nehodu na dálnici A19. Ta si vyžádala nejméně 10 mrtvých a asi 100 zraněných.[14]
- Mírové jednotky OSN v posledních dnech nalezly na západě Pobřeží slonoviny stovky těl civilistů, obětí sporu o prezidentský úřad. Ozbrojené síly Laurenta Gbagba zatím brání bunkr svého vůdce, který v prosinci 2010 odmítl uznat porážku ve volbách. Do bojů se zapojily také francouzské speciální jednotky v rámci tzv. Operace Jednorožec.[15][16]

9. dubna – sobota
- Ve věku 73 let zemřel na Seychelách spisovatel Zdeněk Šmíd, autor trilogie Proč bychom se netopili.[17]
- Ve věku 86 let zemřel americký režisér Sidney Lumet.[18] Mimo jiné proslul filmem Dvanáct rozhněvaných mužů, ve kterém se objevil i Jiří Voskovec.

10. dubna – neděle
- Vítězem prvního kola prezidentských voleb se stal levicový nacionalista Ollanta Humala (31,7 %), do druhého kola postoupila také kandidátka pravice Keiko Fujimori (23,5 %).[19]

11. dubna – pondělí
- Ve věku 79 let zemřel český herec Ladislav Lakomý.[20]
- Výbuch v minském metru usmrtil nejméně 11 cestujících.[21]
- V Abidžanu byl zadržen Laurent Gbagbo, bývalý prezident Pobřeží slonoviny, který odmítal předat moc zvolenému prezidentu Ouattarovi [22]
- Ve Francii vešel v platnost zákon zakazující nošení burky na veřejnosti.[23]

12. dubna – úterý
- Skončil osmnáctý ročník nejvyšší české hokejové soutěže. Vítězem se stal klub HC Oceláři Třinec, který v posledním finálovém zápase porazil Vítkovice 5:1 (celkem 4:1 na zápasy) a stal se tak poprvé mistrem ČR.[24]

15. dubna – pátek
- Mezinárodní trestní tribunál pro bývalou Jugoslávii odsoudil bývalého velitele Chorvatského vojska generála Ante Gotovinu k 24 letům odnětí svobody za válečné zločiny, jichž se dopustil zejména v období operace Oluja v roce 1995. Rozhodnutí vyvolalo v Chorvatsku desetitisícové protesty, jichž se zúčastnili především váleční veteráni a jejich příznivci.[25]
- Reynaldo Bignone, bývalý argentinský vojenský diktátor, byl odsouzen k doživotnímu vězení.[26]
- Podle vyjádření kancléřky Angely Merkelové uzavře Německo všechny své jaderné elektrárny do roku 2022.[27]
- Ve věku 114 let zemřel nejstarší muž na světě, Američan Walter Breuning.[28]

16. dubna – sobota
- Byl odvolán Jan Korytář, primátor Liberce. Zastupitelstvo Liberce o tomto kroku rozhodlo na svém zasedání. Spolu s ním byli odvoláni i ekonomický náměstek Jaromír Baxa a radní Květoslava Morávková.[29][30]
- Egyptský nejvyšší správní soud nařídil rozpuštění Národní demokratické strany bývalého prezidenta Husního Mubáraka.[31][32]

17. dubna – neděle
- Český fedcupový tým postoupil po 23 letech do finále Fed Cupu. V Charleroi porazil v semifinále Belgii 3:2 na zápasy. Rozhodující třetí bod získaly ve čtyřhře Iveta Benešová a Barbora Záhlavová-Strýcová, které přehrály Yaninu Wickmayerovou a Kirsten Flipkensovou dvakrát 6:4.[33]

18. dubna – pondělí
- V parlamentních volbách ve Finsku těsně zvítězila pravicově liberální Národní koaliční strana (20,4 %), druzí jsou sociální demokraté a na třetí místo se vyhoupli nacionalističtí Praví Finové.[34]
- Maďarsko schválilo novou ústavu, která je považovaná za kontroverzní.[35]
- Po sobotních prezidentských volbách v Nigérii vypukly nepokoje, především na severu země obývaném muslimy. V těch zvítězil dosavadní prezident Goodluck Jonathan (58,99 % hlasů), kterého volil převážně křesťanský jih.[36]

19. dubna – úterý
- Bývalý kubánský prezident Fidel Castro přišel v úterý na sjezdu vládní komunistické strany po více než půl století o poslední funkci, když po něm předsednické křeslo převzal jeho bratr a hlava státu Raúl.[37]
- Podle koaliční dohody ve formátu K12 bude Radek John vicepremiérem pro boj s korupcí, Josef Dobeš setrvá na postu ministra školství, mládeže a tělovýchovy, novým ministrem dopravy se stane Radek Šmerda a ministrem vnitra pak Jan Kubice.[38]
- V Sýrii byl zrušen výjimečný stav trvající 48 let, protesty opozice provázené násilím s desítkami obětí ale pokračují.[39]

21. dubna – čtvrtek
- Ve věku 93 let zemřel americký sociolog Harold Garfinkel.[40]

22. dubna – pátek
- Mohutné protivládní demonstrace se opět konaly v řadě arabských zemí, zejména v Sýrii a Jemenu.[41]

24. dubna – neděle
- Server WikiLeaks začal zveřejňovat tajné vojenské dokumenty o věznici USA v Guantánamu, podle nichž zde bylo vězněno nejméně 150 nevinných osob.[42]

25. dubna – pondělí
- V Německu proběhly demonstrace (tzv. Velikonoční pochody) proti jaderným elektrárnám, proti nasazení sil NATO v Afghánistánu a vojenským zásahům v Libyi. Účastnilo se jich přes 100 000 občanů.[43]
- Zásah syrských ozbrojených sil pomocí tanků proti demonstrantům ve městě Dára si vyžádal nejméně 25 mrtvých.[44]
- Zemětřesení o síle 6,2 stupně Richterovy stupnice zasáhlo střední část Indonésie.[45]

26. dubna – úterý
- Poslanecká sněmovna Parlamentu České republiky zamítla návrh České strany sociálně demokratické na vyjádření nedůvěry vládě Petra Nečase. Proti hlasovalo 114 ze 198 přítomných poslanců.[46]
- Úřad premiéra Silvia Berlusconiho oznámil, že se italské letectvo zapojí do koaličních vzdušných akcí v Libyi.[47]

27. dubna – středa
- Bouře a tornáda zasáhly jih Spojených států, vyžádaly si stovky obětí.[48]
- Palestinská hnutí Fatah a Hamás podepsala dohodu o smíru, která obsahuje závazek vytvoření přechodné vlády a stanovuje datum voleb.[49]

28. dubna – čtvrtek
- Výbuch bomby v kavárně v marockém městě Marrákeš usmrtil nejméně 15 lidí a zranil více než 20 dalších. Většina obětí jsou zahraniční turisté, Češi mezi nimi nebyli.[50]

29. dubna – pátek
- Druhý následník trůnu princ William a jeho snoubenka Kate Middletonová vstoupili do svazku manželského. Obřad mělo dle průzkumů sledovat 800 tisíc diváků v ulicích Londýna (včetně mnoha zahraničních turistů) a asi 2 miliardy u televizního přenosu. Jedná se tak o jednu z nejsledovanějších událostí v dějinách.[51]
- Na Slovensku začalo 75. mistrovství světa v ledním hokeji, to se stalo hostitelem poprvé v historii po rozdělení Československa. Hned úvodní zápas přinesl překvapení, když Německo porazilo favorizované Rusko 2:0.
- Cenu Ropák roku 2010 za antiekologický počin i Zelená perla za antiekologický výrok získal bývalý ministr životního prostředí Pavel Drobil (ODS).[52]